# إيكاسينية
الإيكاسينية (الاسم العلمي: Icacinaceae) هي فصيلة من النباتات تتبع طبقة النجمياوايات من طائفة ثنائيات الفلقة.

## قبائل
- إيكاسيناوية

## أجناس
- الإيكاسينا